# Europese kampioenschappen veldlopen 2006
De 13e editie van de Europese kampioenschappen veldlopen vond op 10 december 2006 plaats in de Italiaanse plaats San Giorgio su Legnano.

## Uitslagen

### Mannen Senioren
| Plaats | Atleet                 | Land                | Tijd (min.s) |
| ------ | ---------------------- | ------------------- | ------------ |
|        | Mo Farah               | Verenigd Koninkrijk | 27.56        |
|        | Juan Carlos de la Ossa | Spanje              | 28.06        |
|        | Mustafa Mohamed        | Zweden              | 28.08        |
| 4      | Khalid Zoubaa          | Frankrijk           | 28.16        |
| 5      | Rui Pedro Silva        | Portugal            | 28.17        |
| 6      | Driss El Himer         | Frankrijk           | 28.17        |
| 7      | Mustapha Essaïd        | Frankrijk           | 28.17        |
| 8      | Luís Feiteira          | Portugal            | 28.21        |
| 9      | Christian Belz         | Zwitserland         | 28.22        |
| 10     | Carles Castillejo      | Spanje              | 28,23        |

| Plaats | Land                                                                               | Punten                |
| ------ | ---------------------------------------------------------------------------------- | --------------------- |
|        | Frankrijk Khalid Zoubaa Driss El Himer Mustapha Essaïd Driss Maazouzi              | 4 + 6 + 7 + 12 = 29   |
|        | Spanje Juan Carlos de la Ossa Carles Castillejo Eliseo Martín José Manuel Martínez | 2 + 10 + 13 + 15 = 40 |
|        | Portugal Rui Pedro Silva Luís Feiteira Ricardo Ribas Licínio Pimentel              | 5 + 8 + 16 + 25 = 54  |

### Vrouwen Senioren
| Plaats | Atleet                | Land                | Tijd (min.s) |
| ------ | --------------------- | ------------------- | ------------ |
|        | Tetyana Holovchenko   | Oekraïne            | 25.17        |
|        | Maria Konovalova      | Rusland             | 25.18        |
|        | Olivera Jevtić        | Servië              | 25.21        |
| 4      | Anikó Kálovics        | Hongarije           | 25.26        |
| 5      | Julie Coulaud         | Frankrijk           | 25.28        |
| 6      | Hayley Yelling-Higham | Verenigd Koninkrijk | 25.28        |
| 7      | Nathalie De Vos       | België              | 25.34        |
| 8      | Jo Pavey              | Verenigd Koninkrijk | 25.38        |
| 9      | Jéssica Augusto       | Portugal            | 25.38        |
| 10     | Anália Rosa           | Portugal            | 25.45        |

| Plaats | Land                                                                             | Punten                |
| ------ | -------------------------------------------------------------------------------- | --------------------- |
|        | Portugal Jéssica Augusto Anália Rosa Leonor Carneiro Mónica Rosa                 | 9 + 10 + 11 + 17 = 47 |
|        | Verenigd Koninkrijk Hayley Yelling-Higham Jo Pavey Liz Yelling Kate Reed         | 6 + 8 + 15 + 18 = 47  |
|        | Frankrijk Julie Coulaud Samira Mezeghrane atiha Klilech-Fauvel Christelle Daunay | 5 + 19 + 20 + 25 = 69 |

### Mannen onder 23
| Plaats | Atleet                | Land        | Tijd (min.s) |
| ------ | --------------------- | ----------- | ------------ |
|        | Barnabás Bene         | Hongarije   | 23.14        |
|        | Dušan Markešević      | Servië      | 23.16        |
|        | Daniele Meucci        | Italië      | 23.16        |
| 4      | Yevgeniy Rybakov      | Rusland     | 23.17        |
| 5      | Anatoliy Rybakov      | Rusland     | 23.22        |
| 6      | Stsiapan Rahautsou    | Wit-Rusland | 23.24        |
| 7      | Mario Van Waeyenberge | België      | 23,25        |
| 8      | Aleksey Aleksandrov   | Rusland     | 23.26        |
| 9      | Khalid Choukoud       | Nederland   | 23.29        |
| 10     | Stefano La Rosa       | Italië      | 23.29        |

| Plaats | Land                                                                            | Punten                 |
| ------ | ------------------------------------------------------------------------------- | ---------------------- |
|        | Rusland Yevgeniy Rybakov Anatoliy Rybakov Aleksey Aleksandrov Dmitriy Nizelskiy | 4 + 5 + 8 + 11 = 28    |
|        | Italië Daniele Meucci Stefano La Rosa Martin Dematteis Luca Tocco               | 3 + 10 + 29 + 36 = 78  |
|        | Polen Kamil Murzyn Łukasz Parszczyński Artur Kozłowski Hubert Pokrop            | 20 + 21 + 23 + 30 = 94 |

### Vrouwen onder 23
| Plaats | Atleet                | Land                | Tijd (min.s) |
| ------ | --------------------- | ------------------- | ------------ |
|        | Binnaz Uslu           | Turkije             | 18.47        |
|        | Fionnuala McCormack   | Ierland             | 18.56        |
|        | Türkan Özata-Erişmiş  | Turkije             | 19.09        |
| 4      | Aine Hoban            | Verenigd Koninkrijk | 19.10        |
| 5      | Adelina De Soccio     | Italië              | 19.16        |
| 6      | Viktoriya Ryazantseva | Rusland             | 19.19        |
| 7      | Adriënne Herzog       | Nederland           | 19.20        |
| 8      | Laura Whittle         | Verenigd Koninkrijk | 19.23        |
| 9      | Katarzyna Kowalska    | Polen               | 19.24        |
| 10     | Anke Van Campen       | België              | 19.34        |

| Plaats | Land                                                                     | Punten                |
| ------ | ------------------------------------------------------------------------ | --------------------- |
|        | Verenigd Koninkrijk Aine Hoban Laura Whittle Claire Holme Faye Fullerton | 4 + 8 + 19 + 25 = 56  |
|        | Polen Katarzyna Kowalska Sylwia Ejdys Marta Wojtkuńska Justyna Mudy      | 9 + 15 + 18 + 23 = 65 |
|        | Italië Adelina De Soccio Sara Dossena Giorgia Robaudo Giulia Francario   | 5 + 12 + 34 + 45 = 96 |

### Mannen Junioren
| Plaats | Atleet            | Land        | Tijd (min.s) |
| ------ | ----------------- | ----------- | ------------ |
|        | Andrea Lalli      | Italië      | 16.53        |
|        | Siarhei Chabiarak | Wit-Rusland | 17.03        |
|        | Ciprian Şuhanea   | Roemenië    | 17.06        |
| 4      | Aleksey Popov     | Rusland     | 17.12        |
| 5      | Simone Gariboldi  | Italië      | 17.14        |
| 6      | Dmytro Lashyn     | Oekraïne    | 17.15        |
| 7      | Alexander Hahn    | Duitsland   | 17.15        |
| 8      | Osman Baş         | Turkije     | 17.17        |
| 9      | Mohamed Elbendir  | Spanje      | 17.20        |
| 10     | Vítor Reis        | Portugal    | 17.22        |

| Plaats | Land                                                                   | Punten                 |
| ------ | ---------------------------------------------------------------------- | ---------------------- |
|        | Italië Andrea Lalli Simone Gariboldi Antonio Garavello Merihun Crespi  | 1 + 5 + 27 + 35 = 68   |
|        | Spanje Mohamed Elbendir Javier Garcia Juan Antonio Pousa Álvaro Lozano | 9 + 15 + 21 + 29 = 74  |
|        | Frankrijk Noureddine Smaïl Mourad Amdouni David Vuste Anthony Gauthier | 11 + 12 + 20 + 31 = 74 |

### Vrouwen Junioren
| Plaats | Atleet                    | Land                | Tijd (min.s) |
| ------ | ------------------------- | ------------------- | ------------ |
|        | Stephanie Twell           | Verenigd Koninkrijk | 12.33        |
|        | Karoline Bjerkeli Grøvdal | Noorwegen           | 12.36        |
|        | Ancuţa Bobocel            | Roemenië            | 12.51        |
| 4      | Emily Pidgeon             | Verenigd Koninkrijk | 12.59        |
| 5      | Viktoriya Ivanova         | Rusland             | 13.08        |
| 6      | Sian Edwards              | Verenigd Koninkrijk | 13.12        |
| 7      | Tatyana Shutova           | Rusland             | 13.16        |
| 8      | Marta Romo                | Roemenië            | 13.17        |
| 9      | Julia Hiller              | Duitsland           | 13.17        |
| 10     | Abby Westley              | Verenigd Koninkrijk | 13.19        |

| Plaats | Land                                                                           | Punten                |
| ------ | ------------------------------------------------------------------------------ | --------------------- |
|        | Verenigd Koninkrijk Stephanie Twell Emily Pidgeon Sian Edwards Abby Westley    | 1 + 4 + 6 + 10 = 21   |
|        | Rusland Viktoriya Ivanova Tatyana Shutova Yekaterina Ishova Alfiya Muryasova   | 5 + 7 + 11 + 53 = 76  |
|        | Roemenië Ancuţa Bobocel Andreea David Cristiana Alexandra Ghita Daniela Donisă | 3 + 13 + 27 + 40 = 83 |